# LP 816-60
LP 816-60是一顆位於摩羯座的紅矮星 ，光譜類型為M4，距離地球18.6光年。

## 物理特性
在LP 816-60周圍沒有檢測到大質量行星。這顆恆星的星斑週期為10.6年，色球層的弱磁場平均為4.4G。